# Eurocoppa 1997-1998
L'Eurocoppa 1997-1998 di pallacanestro maschile venne vinta dallo Žalgiris Kaunas.

## Risultati

### Primo turno

#### Gruppo A
|    | Squadra           | G  | V | P  | PF  | PS  | Dif  | P.ti |
| -- | ----------------- | -- | - | -- | --- | --- | ---- | ---- |
| 1. | Festina Joventut  | 10 | 9 | 1  | 884 | 782 | +102 | 19   |
| 2. | Tofaş Bursa       | 10 | 7 | 3  | 793 | 698 | +95  | 17   |
| 3. | BIPA-Moda Odessa  | 10 | 7 | 3  | 731 | 644 | +87  | 17   |
| 4. | ToPo Helsinki     | 10 | 5 | 5  | 738 | 735 | +3   | 15   |
| 5. | Olimpas Plungė    | 10 | 2 | 8  | 734 | 854 | -120 | 12   |
| 6. | Rabotnički Skopje | 10 | 0 | 10 | 653 | 820 | -167 | 10   |

#### Gruppo B
|    | Squadra         | G  | V | P | PF  | PS  | Dif | P.ti |
| -- | --------------- | -- | - | - | --- | --- | --- | ---- |
| 1. | Le Mans         | 10 | 7 | 3 | 794 | 792 | +2  | 17   |
| 2. | Śląsk Wrocław   | 10 | 6 | 4 | 760 | 751 | +9  | 16   |
| 3. | Pivovarna Laško | 10 | 6 | 4 | 800 | 783 | +17 | 16   |
| 4. | Fenerbahçe      | 10 | 5 | 5 | 783 | 763 | +20 | 15   |
| 5. | ASK Brocēni     | 10 | 5 | 5 | 879 | 832 | +47 | 15   |
| 6. | ICEC Opava      | 10 | 1 | 9 | 745 | 840 | -95 | 11   |

#### Gruppo C
|    | Squadra                 | G  | V | P  | PF  | PS  | Dif  | P.ti |
| -- | ----------------------- | -- | - | -- | --- | --- | ---- | ---- |
| 1. | Žalgiris Kaunas         | 10 | 7 | 3  | 777 | 672 | +105 | 17   |
| 2. | ASVEL Lyon-Villeurbanne | 10 | 7 | 3  | 677 | 642 | +35  | 17   |
| 3. | Mazowzanka              | 10 | 6 | 4  | 827 | 790 | +37  | 16   |
| 4. | Zagabria                | 10 | 6 | 4  | 776 | 704 | +72  | 16   |
| 5. | Kalev                   | 10 | 4 | 6  | 690 | 737 | -47  | 14   |
| 6. | MZT Aerodrom Skopje     | 10 | 0 | 10 | 634 | 836 | -202 | 10   |

#### Gruppo D
|    | Squadra      | G  | V | P | PF  | PS  | Dif | P.ti |
| -- | ------------ | -- | - | - | --- | --- | --- | ---- |
| 1. | Cáceres      | 10 | 6 | 4 | 836 | 767 | +69 | 16   |
| 2. | Samara       | 10 | 6 | 4 | 801 | 774 | +27 | 16   |
| 3. | FMP Železnik | 10 | 6 | 4 | 793 | 719 | +74 | 16   |
| 4. | Keravnos     | 10 | 5 | 5 | 681 | 743 | -62 | 15   |
| 5. | Oliveirense  | 10 | 4 | 6 | 713 | 787 | -74 | 14   |
| 6. | Planja       | 10 | 3 | 7 | 819 | 853 | -34 | 13   |

#### Gruppo E
|    | Squadra           | G  | V | P | PF  | PS  | Dif  | P.ti |
| -- | ----------------- | -- | - | - | --- | --- | ---- | ---- |
| 1. | Stefanel Milano   | 10 | 8 | 2 | 840 | 729 | +111 | 18   |
| 2. | Beobanka Belgrado | 10 | 7 | 3 | 784 | 716 | +68  | 17   |
| 3. | Hapoel Eilat      | 10 | 7 | 3 | 805 | 787 | +18  | 17   |
| 4. | Tatami Rhöndorf   | 10 | 5 | 5 | 765 | 814 | -49  | 15   |
| 5. | Honvéd            | 10 | 2 | 8 | 721 | 779 | -58  | 12   |
| 6. | London Towers     | 10 | 1 | 9 | 692 | 782 | -90  | 11   |

#### Gruppo F
|    | Squadra                       | G  | V | P | PF  | PS  | Dif  | P.ti |
| -- | ----------------------------- | -- | - | - | --- | --- | ---- | ---- |
| 1. | Spirou Charleroi              | 10 | 8 | 2 | 855 | 710 | +145 | 18   |
| 2. | Apollon Patrasso              | 10 | 7 | 3 | 910 | 795 | +115 | 17   |
| 3. | Zrinjevac                     | 10 | 6 | 4 | 836 | 822 | +14  | 16   |
| 4. | Kovinotehna Savinjska Polzela | 10 | 5 | 5 | 859 | 842 | +17  | 15   |
| 5. | Libertel Dolphins EBBC        | 10 | 3 | 7 | 761 | 889 | -128 | 13   |
| 6. | USK Erpet Praga               | 10 | 1 | 9 | 730 | 893 | -163 | 11   |

#### Gruppo G
|    | Squadra             | G  | V | P  | PF  | PS  | Dif  | P.ti |
| -- | ------------------- | -- | - | -- | --- | --- | ---- | ---- |
| 1. | Polti Cantù         | 10 | 9 | 1  | 916 | 762 | +154 | 19   |
| 2. | Sunair Ostenda      | 10 | 7 | 3  | 860 | 820 | +40  | 17   |
| 3. | Marc-Körmend        | 10 | 6 | 4  | 822 | 807 | +15  | 16   |
| 4. | Bayer 04 Leverkusen | 10 | 5 | 5  | 820 | 884 | -64  | 15   |
| 5. | Portugal Telecom    | 10 | 3 | 7  | 863 | 873 | -10  | 13   |
| 6. | Sloboda Dita Tuzla  | 10 | 0 | 10 | 735 | 870 | -135 | 10   |

#### Gruppo H
|    | Squadra                | G  | V | P | PF  | PS  | Dif  | P.ti |
| -- | ---------------------- | -- | - | - | --- | --- | ---- | ---- |
| 1. | Panathinaikos Atene    | 10 | 9 | 1 | 865 | 645 | +220 | 19   |
| 2. | Avtodor Saratov        | 10 | 8 | 2 | 879 | 834 | +45  | 18   |
| 3. | Maccabi Ironi Ra'anana | 10 | 5 | 5 | 778 | 784 | -6   | 15   |
| 4. | Pezinok                | 10 | 4 | 6 | 756 | 856 | -100 | 14   |
| 5. | Sankt Pölten           | 10 | 2 | 8 | 707 | 802 | -95  | 12   |
| 6. | Budivelnyk Kiev        | 10 | 2 | 8 | 695 | 759 | -64  | 12   |

|  | Qualificate alle semifinali |
|  | Eliminata                   |

### Sedicesimi di finale
| Squadra 1                     | Totale    | Squadra 2               | Andata | Ritorno |
| ----------------------------- | --------- | ----------------------- | ------ | ------- |
| Fenerbahçe                    | 150 - 162 | Festina Joventut        | 78-75  | 72-87   |
| Pivovarna Laško               | 157 - 170 | Tofaş Bursa             | 79-85  | 78-85   |
| BIPA-Moda Odessa              | 143 - 171 | Śląsk Wrocław           | 74-84  | 69-87   |
| ToPo Helsinki                 | 144 - 131 | Le Mans                 | 77-69  | 67-62   |
| Keravnos                      | 101 - 130 | Žalgiris Kaunas         | 61-57  | 40-73   |
| FMP Železnik                  | 136 - 145 | ASVEL Lyon-Villeurbanne | 71-66  | 65-79   |
| Mazowzanka                    | 150 - 164 | Samara                  | 78-94  | 72-70   |
| Zagabria                      | 151 - 146 | Cáceres                 | 98-63  | 53-83   |
| Kovinotehna Savinjska Polzela | 111 - 168 | Stefanel Milano         | 56-98  | 55-70   |
| Zrinjevac                     | 114 - 119 | Beobanka Belgrado       | 59-59  | 55-60   |
| Hapoel Eilat                  | 180 - 173 | Apollon Patrasso        | 101-84 | 79-89   |
| Tatami Rhöndorf               | 177 - 159 | Spirou Charleroi        | 83-77  | 94-82   |
| Pezinok                       | 154 - 166 | Polti Cantù             | 95-87  | 59-79   |
| Maccabi Ironi Ra'anana        | 155 - 156 | Sunair Ostenda          | 86-82  | 69-74   |
| Marc-Körmend                  | 159 - 184 | Avtodor Saratov         | 83-85  | 76-99   |
| Bayer 04 Leverkusen           | 135 - 169 | Panathinaikos Atene     | 64-86  | 71-83   |

### Ottavi di finale
| Squadra 1               | Totale    | Squadra 2           | Andata | Ritorno |
| ----------------------- | --------- | ------------------- | ------ | ------- |
| ASVEL Lyon-Villeurbanne | 164 - 152 | Festina Joventut    | 82-74  | 82-78   |
| Samara                  | 127 - 125 | ToPo Helsinki       | 77-74  | 50-51   |
| Tofaş Bursa             | 131 - 133 | Žalgiris Kaunas     | 66-62  | 65-71   |
| Śląsk Wrocław           | 142 - 131 | Zagabria            | 76-60  | 66-71   |
| Sunair Ostenda          | 140 - 162 | Stefanel Milano     | 68-80  | 72-82   |
| Avtodor Saratov         | 160 -1 26 | Tatami Rhöndorf     | 71-50  | 89-76   |
| Beobanka Belgrado       | 163 - 136 | Polti Cantù         | 88-58  | 75-78   |
| Hapoel Eilat            | 148 - 164 | Panathinaikos Atene | 80-78  | 68-86   |

### Quarti di finale
| Squadra 1               | Totale    | Squadra 2         | Andata | Ritorno |
| ----------------------- | --------- | ----------------- | ------ | ------- |
| ASVEL Lyon-Villeurbanne | 128 - 129 | Stefanel Milano   | 58-67  | 70-62   |
| Avtodor Saratov         | 181 - 175 | Samara            | 92-65  | 89-110  |
| Žalgiris Kaunas         | 137 - 119 | Beobanka Belgrado | 78-65  | 59-54   |
| Panathinaikos Atene     | 143 - 119 | Śląsk Wrocław     | 82-58  | 61-61   |

### Semifinali
| Squadra 1           | Totale    | Squadra 2       | Andata | Ritorno |
| ------------------- | --------- | --------------- | ------ | ------- |
| Panathinaikos Atene | 138 - 144 | Stefanel Milano | 77-58  | 61-86   |
| Žalgiris Kaunas     | 159 - 151 | Avtodor Saratov | 96-74  | 63-77   |

### Finale
| Squadra 1       | Risultato | Squadra 2       |
| --------------- | --------- | --------------- |
| Žalgiris Kaunas | 82-67     | Stefanel Milano |

| Eurocoppa 1997-1998       |
| ------------------------- |
| Žalgiris Kaunas 1º titolo |

## Formazione vincitrice
| N° | Naz.                   | Ruolo | Sportivo                |  | Alt. |  |
| -- | ---------------------- | ----- | ----------------------- |  | ---- |  |
| 4  | Lituania (bandiera)    | G     | Darius Sirtautas        |  |      |  |
| 5  | Lituania (bandiera)    | AP    | Mindaugas Žukauskas     |  |      |  |
| 6  | Stati Uniti (bandiera) | P     | Ennis Whatley           |  |      |  |
| 7  | Lituania (bandiera)    | AP    | Saulius Štombergas      |  |      |  |
| 8  | Lituania (bandiera)    | P     | Tauras Stumbrys         |  |      |  |
| 9  | Lituania (bandiera)    | C     | Eurelijus Žukauskas     |  |      |  |
| 10 | Lituania (bandiera)    | AP    | Dainius Adomaitis       |  |      |  |
| 11 | Lituania (bandiera)    | C     | Virginijus Praškevičius |  |      |  |
| 12 | Lituania (bandiera)    | AG    | Tomas Masiulis          |  |      |  |
| 13 | Lituania (bandiera)    | G     | Darius Maskoliūnas      |  |      |  |
| 14 | Croazia (bandiera)     | C     | Franjo Arapović         |  |      |  |
| 15 | Lituania (bandiera)    | AG    | Kęstutis Šeštokas       |  |      |  |
|    | Lituania (bandiera)    | All.  | Jonas Kazlauskas        |  |      |  |